# كيوكو اينو
كيوكو اينو (باليابانية: 井上京子؛ بالكانا: いのうえ きょうこ) هي مصارعة محترفة يابانية، ولدت في 22 أبريل 1969 في نانيو في اليابان.

## وصلات خارجية
- كيوكو اينو على موقع CageMatch worker (الإنجليزية)
- كيوكو اينو على موقع قاعدة بيانات المصارعة على الإنترنت (الإنجليزية)

- كيوكو اينو على موقع IMDb (الإنجليزية)
- كيوكو اينو على موقع قاعدة بيانات الفيلم (الإنجليزية)